# Olympische Sommerspiele 1980/Leichtathletik – 4 × 100 m (Männer)

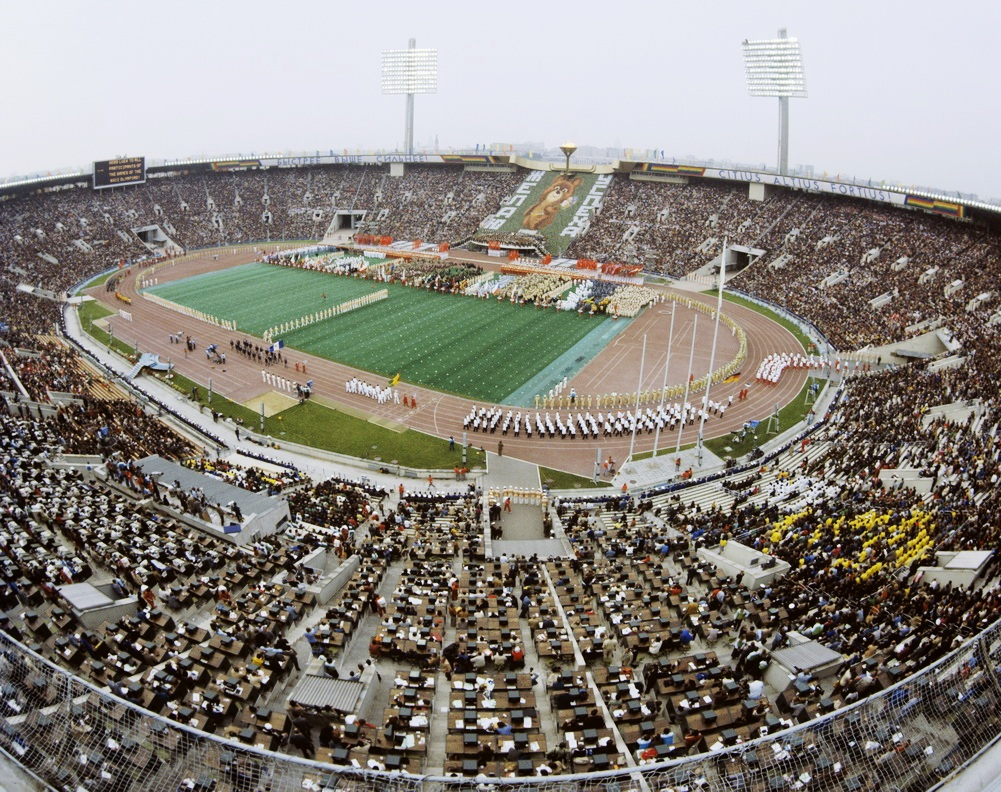
Das Luschniki-Stadion während der Eröffnungsfeier dieser Spiele

Die 4-mal-100-Meter-Staffel der Männer bei den Olympischen Spielen 1980 in Moskau wurde am 31. Juli und 1. August 1980 im Olympiastadion Luschniki ausgetragen. In sechzehn Staffeln nahmen 64 Athleten teil.
Olympiasieger wurde die Mannschaft der Sowjetunion (Wladimir Murawjow, Nikolai Sidorow, Alexander Aksinin, Andrei Prokofjew).
Die Silbermedaille ging an die polnische Staffel mit Krzysztof Zwoliński, Zenon Licznerski, Leszek Dunecki und Marian Woronin,
Bronze gewann Frankreich in der Besetzung Antoine Richard, Pascal Barré, Patrick Barré und Hermann Panzo.
Die DDR-Staffel erreichte das Finale und belegte Rang fünf.

Staffeln aus der Schweiz, Österreich und Liechtenstein nahmen nicht teil. Eine Mannschaft der Bundesrepublik Deutschland war wegen des Olympiaboykotts ebenfalls nicht am Start.

## Bestehende Rekorde
| Weltrekord         | 38,03 s | USA (Bill Collins, Steve Riddick, Cliff Wiley, Steve Williams) | Düsseldorf, BR Deutschland        | 3. September 1977  |
| Olympischer Rekord | 38,19 s | USA (Larry Black, Robert Taylor, Gerald Tinker, Eddie Hart)    | Finale OS München, BR Deutschland | 10. September 1972 |

Der bestehende olympische Rekord wurde bei diesen Spielen nicht erreicht. Im schnellsten Rennen, dem Finale verfehlte Olympiasieger Sowjetunion diesen Rekord allerdings nur um sieben Hundertstelsekunden. Zum Weltrekord fehlten der Staffel 23 Hundertstelsekunden.

## Durchführung des Wettbewerbs
Die Staffeln traten am 31. Juli zu zwei Vorläufen an. Die jeweils ersten drei Mannschaften – hellblau unterlegt – sowie die beiden nachfolgend zeitschnellsten Teams – hellgrün unterlegt – qualifizierten sich für das Finale am 1. August.

## Zeitplan
31. Juli, 10.30 Uhr: Vorläufe

1. August, 17.50 Uhr: Finale
Anmerkung:
Alle Zeiten sind in Ortszeit Moskau (UTC+3) angegeben.

## Vorrunde
Datum: 31. Juli 1980, ab 10:30 Uhr

### Vorlauf 1

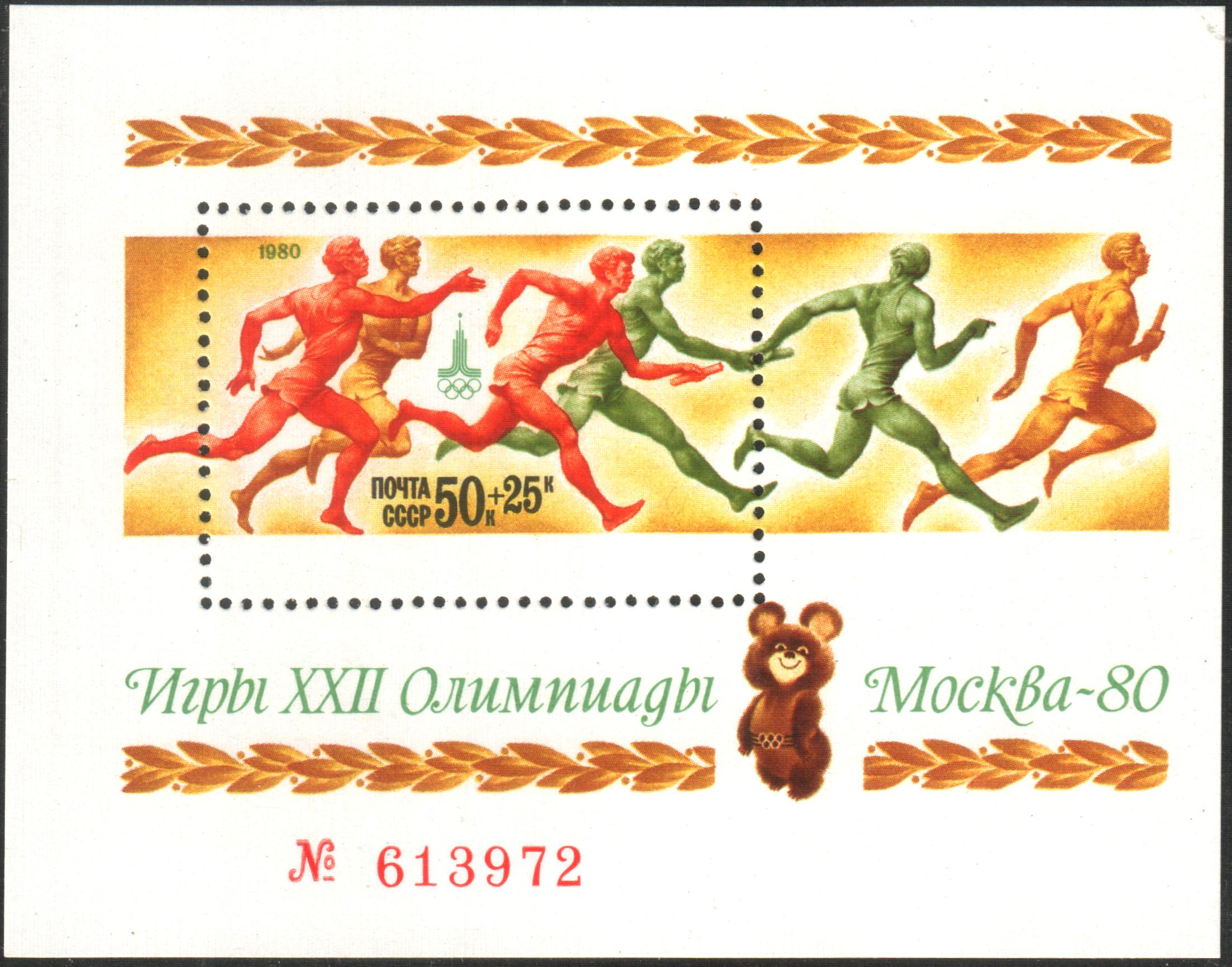
Der Staffelwettbewerb, dargestellt auf einer Briefmarke

| Platz | Staffel             | Besetzung                                                            | Zeit    |
| ----- | ------------------- | -------------------------------------------------------------------- | ------- |
| 1     | Sowjetunion         | Wladimir Murawjow Nikolai Sidorow Alexander Aksinin Andrei Prokofjew | 38,68 s |
| 2     | Frankreich          | Antoine Richard Pascal Barré Patrick Barré Hermann Panzo             | 39,01 s |
| 3     | Bulgarien           | Pawel Pawlow Wladimir Iwanow Iwajlo Karanjotow Petar Petrow          | 39,25 s |
| 4     | Jamaika             | Donald Quarrie Colin Bradford Michael Davis Albert Lawrence          | 39,71 s |
| 5     | Trinidad und Tobago | Edwin Noel Hasely Crawford Christopher Brathwaite Andrew Bruce       | 39,74 s |
| 6     | Senegal             | Boubacar Diallo Momar N'Dao Cheikh Touradou Diouf Issa Fall          | 40,25 s |
| 7     | Seychellen          | Marc Larose Régis Tranquille Casimir Pereira Vincent Confait         | 41,71 s |
| DNF   | Kuba                | Osvaldo Lara Alejandro Casañas Silvio Leonard Tomás González         |         |

### Vorlauf 2
| Platz | Staffel             | Besetzung                                                               | Zeit    |
| ----- | ------------------- | ----------------------------------------------------------------------- | ------- |
| 1     | DDR                 | Sören Schlegel Eugen Ray Bernhard Hoff Thomas Munkelt                   | 38,65 s |
| 2     | Polen               | Krzysztof Zwoliński Zenon Licznerski Leszek Dunecki Marian Woronin      | 38,83 s |
| 3     | Großbritannien      | Mike McFarlane Allan Wells Cameron Sharp Drew McMaster                  | 39,20 s |
| 4     | Nigeria             | Hammed Adio Kayode Elegbede Samson Oyeledun Peter Okodogbe              | 39,48 s |
| 5     | Brasilien           | Milton de Castro Nelson dos Santos Katsuhiko Nakaya Altevir de Araújo   | 39,48 s |
| 6     | Ungarn              | István Tatár István Nagy László Babály Ferenc Kiss                      | 39,97 s |
| 7     | Volksrepublik Kongo | Louis Nkanza Théophile Nkounkou Jean-Pierre Bassegela Antoine Kiakouama | 40,09 s |
| 8     | Sierra Leone        | Rudolph George Sheku Boima William Akabi-Davis Walter During            | 42,53 s |

## Finale
| Platz | Staffel        | Besetzung                                                             | Zeit    |
| ----- | -------------- | --------------------------------------------------------------------- | ------- |
| 1     | Sowjetunion    | Wladimir Murawjow Nikolai Sidorow Alexander Aksinin Andrei Prokofjew  | 38,26 s |
| 2     | Polen          | Krzysztof Zwoliński Zenon Licznerski Leszek Dunecki Marian Woronin    | 38,33 s |
| 3     | Frankreich     | Antoine Richard Pascal Barré Patrick Barré Hermann Panzo              | 38,53 s |
| 4     | Großbritannien | Mike McFarlane Allan Wells Cameron Sharp Drew McMaster                | 38,62 s |
| 5     | DDR            | Sören Schlegel Eugen Ray Bernhard Hoff Thomas Munkelt                 | 38,73 s |
| 6     | Bulgarien      | Pawel Pawlow Wladimir Iwanow Iwajlo Karanjotow Petar Petrow           | 38,99 s |
| 7     | Nigeria        | Hammed Adio Kayode Elegbede Samson Oyeledun Peter Okodogbe            | 39,12 s |
| 8     | Brasilien      | Milton de Castro Nelson dos Santos Katsuhiko Nakaya Altevir de Araújo | 39,54 s |

Datum: 1. August, 17:50 Uhr
Wegen des Olympiaboykotts war mit den US-Amerikanern die weitaus stärkste Staffel der letzten Jahre nicht dabei. Seit 1964 hatte das US-Team alle Goldmedaillen gewonnen und auch in Moskau wäre die Mannschaft als eindeutiger Favorit an den Start gegangen. So galten vor allem die Staffeln aus Polen, Kuba und der Sowjetunion als Medaillenkandidaten. Allerdings schieden die hoch eingeschätzten Kubaner im Vorlauf aus, nachdem sie wegen eines schlechten Wechsels mit deutlichem Rückstand das Rennen abgebrochen hatten.
Im Finale blieben die Teams bis zum ersten Wechsel ziemlich gleichauf. Anschließend konnte der DDR-Sprinter Eugen Ray in Führung gehen, doch ein schwacher Wechsel ließ die Mannschaft wieder zurückfallen, während die sowjetische Staffel nun die Spitze übernahm. Der polnische Schlussläufer Marian Woronin holte auf der Zielgeraden noch leicht auf, doch den Sieg ließ sich die UdSSR mit Andrei Prokofjew als letztem Läufer nicht mehr nehmen. Hinter Polen gewann Frankreich die Bronzemedaille vor Großbritannien und der DDR.
Die Qualität dieses Wettbewerbs war trotz des Fehlens der USA hoch. Die Siegerzeit war besser als vier Jahre zuvor. Sechs Staffeln blieben unter 39 Sekunden. In Montreal 1976 war dies nur vier Teams gelungen, in München 1972 hatten fünf Mannschaften diese Marke unterboten.
Der sowjetischen Staffel gelang der erste Olympiasieg über 4-mal 100 Meter.